# 西府停留場
西府停留場（にしふていりゅうじょう）は、現東京都府中市西府町にあった南武鉄道（現在の東日本旅客鉄道南武線）の停留場である。
現西府駅（川崎起点30.0km）とは約700m離れた、甲州街道がオーバークロスする西府橋の立川側にあった。その後駅に変更されたが、南武鉄道が戦時買収により国有化された1944年（昭和19年）に廃止された。

## 駅構造
- 1面1線で、掘割の中にあった。

## 駅周辺

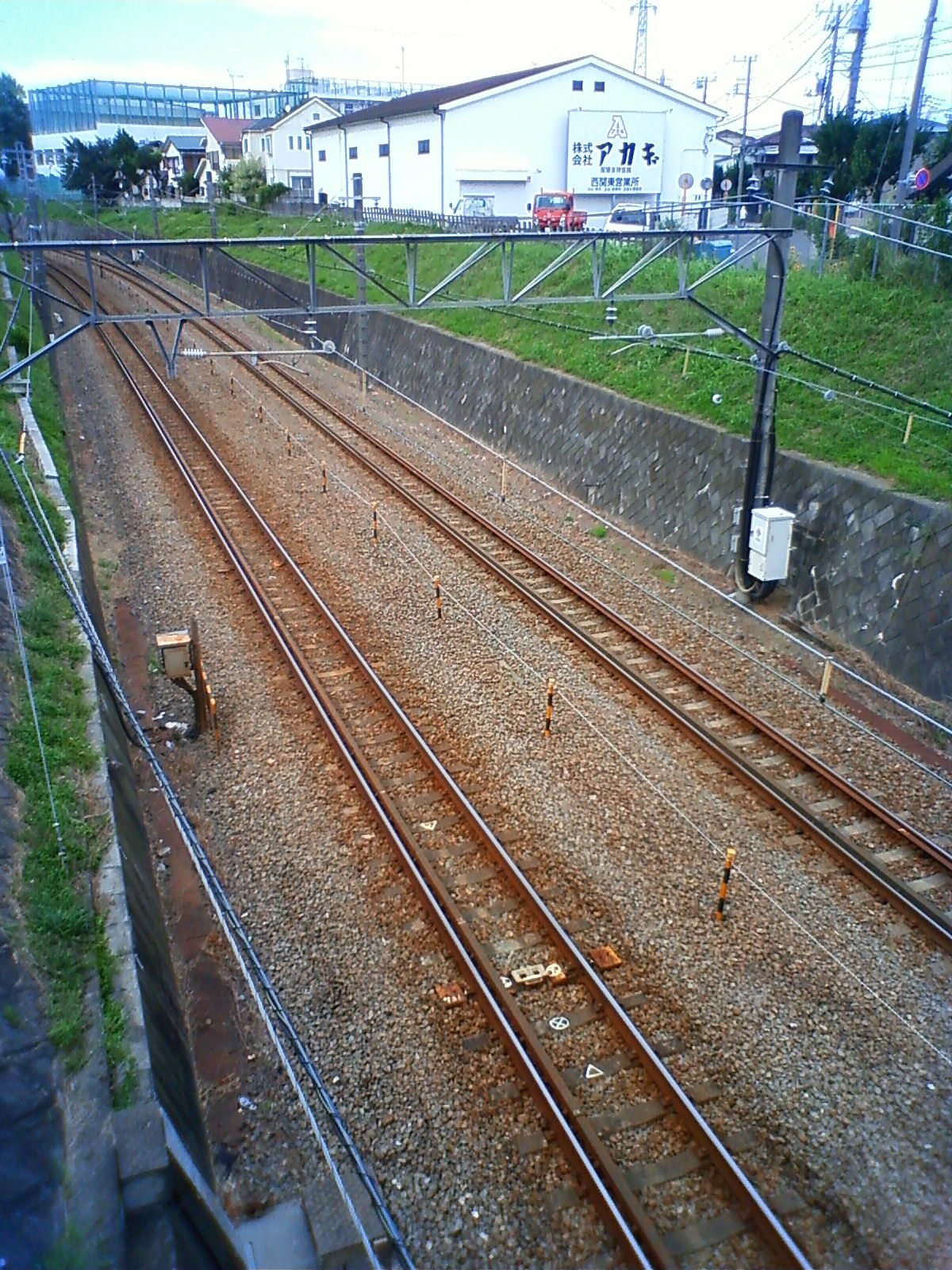
西府駅（旧）の存在した付近（2009年6月現在）

南武鉄道線がSカーブを描き、その中央で甲州街道と交差する地点で、当初より南武鉄道が掘割の中、甲州街道が一般的な河川と同様の橋（「西府橋」）による立体交差であった。当停留所はこの橋のたもとに設けられていた。周辺は一面の畑であった。
廃止後の1970年代から店や住宅が建ち始め、2009年現在では、甲州街道沿いには日本での1号店の流れを汲む店を始めとするファミリーレストランや、広い駐車場を持つロードサイド形式のコンビニエンスストア、車関係など、主要幹線道路沿いらしい店が目立つが、マンションも増えつつある。甲州街道沿い以外は戸建中心の住宅が主になっている。
2009年現在の最寄りバス停は京王バス中央・国17系統（ 府中駅 - 国立駅）の「西府橋」。

## 歴史
- 1929年（昭和4年）12月11日 - 南武鉄道線屋敷分駅（現分倍河原駅） - 立川駅間の開通時に開業[1][2]。
- 1936年（昭和11年）2月3日 - 駅に変更認可[2]。
- 1940年（昭和15年）11月28日 - 停留場に変更認可[2]。
- 1944年（昭和19年）4月1日 - 南武鉄道線の国有化と同時に廃止[1][2]。

## 現況
廃駅となって久しく、複線化時の掘割拡幅のため面影はほとんど残っていない。

## 隣の駅
南武鉄道
本宿停留場 - 西府停留場 - 谷保駅